# Saâd Dahlab
Saâd Dahlab né le 18 avril 1918 à Ksar Chellala et mort le 16 décembre 2000 à Alger, était un homme politique et nationaliste algérien.

## Biographie
Nationaliste de la première heure, il fait ses études secondaires au collège colonial de Blida (aujourd'hui Lycée Ibn Rochd) où il fréquente entre autres Mohamed Lamine Debaghine et Ben Khedda. Il commence à militer au sein de l'Étoile nord-africaine (ENA), puis au Parti du peuple algérien (PPA) et au Mouvement pour le triomphe des libertés démocratiques (MTLD). Il est secrétaire de la section de Ksar Chellala du mouvement Amis du Manifeste et de la Liberté (AML) créé par Ferhat Abbas.
Il sert de secrétaire à Messali Hadj lorsque ce dernier est assigné à résidence en 1943 à Ksar Chellala. À la suite de la déportation de Messali Hadj au Congo le 18 avril 1945, il participe à des manifestations pour réclamer son retour ; il est arrêté et emprisonné entre 1945 et 1946 à Bossuet (aujourd'hui Dhaya) puis à Barberousse
Après s'être opposé à Messali Hadj au sein du PPA-MTLD, il rejoint le Front de libération nationale (FLN) en 1955, après avoir été de nouveau arrêté et emprisonné entre le 22 décembre 1954 et le printemps 1955. Il est à l'origine de la création d’El Moudjahid[réf. souhaitée]. Au congrès de la Soummam, il est intégré au Comité de coordination et d'exécution (CCE). avant d'en être exclu (avec Ben Khedda)  lors de la réunion du Conseil national de la Révolution algérienne (CNRA) en 1957 au Caire. Il est ministre des Affaires étrangères entre 1961 et 1962 dans le troisième et dernier Gouvernement provisoire de la République algérienne (GPRA) et joue un grand rôle dans les négociations qui aboutissent aux accords d'Évian.
À l'indépendance de l'Algérie, il est nommé ambassadeur au Maroc. Il devient ensuite directeur de Berliet-Algérie et fonde en 1988, les éditions Dahlab.
Il meurt le 16 décembre 2000 à l'hôpital militaire de Aïn Naâdja, après un grave accident de circulation.

## Postérité
L'université de Blida porte son nom.